# RD-843
Le RD-843 est un moteur-fusée à ergols liquides ukrainien mono-tuyère alimenté par pressurisation des réservoirs brûlant de l'UDMH et du N2O4. Il est conçu pour effectuer jusqu'à 5 rallumages, et peut être orienté jusqu'à 10 degrés dans les deux directions,,,.
Il a été développé par le bureau d'études Ioujnoïe pour Avio et est fabriqué par Ioujmach. Il utilise la chambre de combustion du RD-869, le moteur-fusée de l'étage supérieur de l'ancien missile balistique intercontinental soviétique SS-18 Satan duquel il est dérivé, et également conçu par Ioujnoïe. La campagne d'essais au sol du RD-843 comportait 74 tests, 140 allumages, atteignant un total de 8201 s, ce qui correspond à environ 12 fois la durée de fonctionnement sur 4 moteurs.
Il est actuellement utilisé comme moteur principal de l'étage supérieur AVUM de la fusée Vega et AVUM+ de la fusée Vega-C.